# OK Poreč
OK Poreč est un club croate de volley-ball fondé en 1948 et basé à Poreč, évoluant pour la saison 2015-2016 en 1. A liga.

## Palmarès
- Coupe de Croatie
  - Vainqueur : 2013.
- Championnat de Croatie
  - Vainqueur : 2015[3]
  - Finaliste : 2016.

## Effectifs

### Saison 2015-2016
| No                                         | Nom                                        | Date de naissance                          | Taille                         | Poids                          | Poste                          |
| ------------------------------------------ | ------------------------------------------ | ------------------------------------------ | ------------------------------ | ------------------------------ | ------------------------------ |
| 2                                          | Vanessa Pahović                            | 24 mars 1994                               | 182                            | 75                             | Centrale                       |
| 3                                          | Rene Sain                                  | 23 avril 1997                              | 163                            | 54                             | Libero                         |
| 4                                          | Emina Zahirović                            | 2 juin 1993                                | 161                            | 66                             | Libero                         |
| 5                                          | Marina Novosel                             | 20 novembre 1985                           | 186                            | 73                             | Réceptionneuse-attaquante      |
| 6                                          | Antonija Jozić                             | 30 juillet 1993                            | 194                            | 80                             | Centrale                       |
| 7                                          | Valentina Duspara                          | 6 mars 1998                                | 178                            | 70                             | Réceptionneuse-attaquante      |
| 8                                          | Martina Račić                              | 22 mai 1986                                | 187                            | 66                             | Attaquante                     |
| 10                                         | Vedrana Jakšetić                           | 17 septembre 1996                          | 183                            | 72                             | Passeuse                       |
| 12                                         | Ivana Sučić                                | 17 juin 1997                               | 178                            | 60                             | Centrale                       |
| 13                                         | Ana Ušić                                   | 26 janvier 1995                            | 180                            | 67                             | Passeuse                       |
| 14                                         | Paullina Rogović                           | 31 août 1997                               | 174                            | 58                             | Réceptionneuse-attaquante      |
| 15                                         | Nikolina Sliško                            | 4 septembre 1997                           | 170                            | 60                             | Attaquante                     |
| 16                                         | Marija Usić                                | 5 février 1992                             | 184                            | 72                             | Réceptionneuse-attaquante      |
|                                            |                                            |                                            |                                |                                |                                |
| Encadrement technique                      | Encadrement technique                      |                                            | Légende                        | Légende                        | Légende                        |
| Entraîneur : Miodrag Stojaković            | Entraîneur : Miodrag Stojaković            | Entraîneur : Miodrag Stojaković            | : Capitaine                    | : Capitaine                    | : Capitaine                    |
| Entraîneur(s) adjoint(s) : Zoran Jendrašić | Entraîneur(s) adjoint(s) : Zoran Jendrašić | Entraîneur(s) adjoint(s) : Zoran Jendrašić | : Joueuse blessée actuellement | : Joueuse blessée actuellement | : Joueuse blessée actuellement |